# 管云鸿
管云鸿（1968年8月—），男，蒙古族，中华人民共和国政治人物。现任中审众环会计师事务所（特殊普通合伙）执行事务合伙人、管委会主任。第十四届全国政协委员。